# 古今逸史
《古今逸史》，明代新安人吳琯編，收書55種凡244卷，
其中如《雍錄》、《吳地記》、《六朝事迹編類》、《岳陽風土記》、《桂海虞衡志》、《三輔黃圖》、《洛陽名園記》、《洛陽伽藍記》、《真臘風土記》等，均為正史不載之歷史，所謂“史失求野”，“入正史則可補其闕，出正史則可拾其遺”。
《古今逸史》分「逸志」和「逸記」兩大類，其中「逸志」再分為「合志」、「分志」兩小類；「逸記」則分「紀」、「世家」、「列傳」三小類，其中「纪」收《三坟》、《穆天子传》等12種，「世家」收《晋史乗》、《楚史檮杌》等5種，「列传」收《高士传》、《列仙传》等11種。

## 外部連結
- 《古今逸史》電子版（页面存档备份，存于） － 中國哲學書電子化計劃
- 明代叢書《古今逸史》初探（页面存档备份，存于）
- 剑桥大学图书馆《古今逸史》详细书目